# Usina Hidrelétrica São Luiz do Tapajós
A Usina Hidrelétrica São Luiz do Tapajós foi uma usina hidrelétrica planejeada no Rio Tapajós,  no Pará. Foi licitada em 2015. e foi arquivada em 2016. A previsão foi de que a capacidade instalada da usina, quando concluída,  seja de 6.356,4 MW, constituindo-se como a maior do Complexo do Tapajós. 

## Características da Usina
Foi concebida como uma usina-plataforma, conceito inspirado nas plataformas de exploração de petróleo em alto mar. Depois de pronta, o canteiro de obras deverá ser desmanchado, para o reflorestamento da região. Usinas-plataformas funcionam de forma mais automatizada e não são ligadas por estradas. O acesso dos funcionários terá que ser feito por helicóptero.
O lago teria área de 722,25 km². A queda seria de 35,9 metros, gerando 6.356,4 MW através de 31 turbinas Kaplan de 198 MW e duas de 109,2 MW. Produzirá 29.548,8 GW/ano.
Sondagens da Eletrobras indicam a possibilidade de expandir a capacidade para 7.880 MW
. Para o primeiro leilão de energia, que seria realizado em 2014, estava-se considerando uma capacidade instalada de 7.610 MW.

## Impacto socioambiental
O projeto é alvo de críticas de ambientalistas, já que a construção da barragem deverá alagar uma área localizada em parques nacionais. Para contornar o problema, o governo federal editou uma Medida Provisória alterando os limites de diversas unidades de conservação na Amazônia. A medida foi aprovada pela Câmara dos Deputados em maio de 2012.
Críticos da construção da usina afirmam que, mesmo com o projeto de usina-plataforma e o reflorestamento do entorno, a construção causará danos à biodiversidade, afetando as correntes migratórias de várias espécies de peixes ornamentais e desrtruindo ninhos de araras e buritis.
A obra também prejudicará a comunidade ribeirinha e indígena que vive nas proximidades. Dentre os povos indígenas afetados estão os Munduruku e os Apiaká. Essas comunidades exigem que seja feita a consulta prévia, direito garantido pela Convenção nº 169 da OIT. Sentenças sucessivas da Justiça Federal têm confirmado que o licenciamento ambiental deve ser precedido pela consulta prévia.O Brasil possui uma matriz de geração elétrica de origem predominantemente renovável, onde a geração hidráulica responde por 74% da oferta, conforme dados da Empresa de Pesquisa Energética – EPE no Balanço Energético Nacional (BEN-2012).

## Cronograma
O Estudo de Viabilidade Técnica e Econômica (EVTE) foi entregue pelo Grupo de Estudos Tapajós, integrado pelas empresas Eletrobras, Eletronorte, Engie, Cemig, Copel, Neoenergia, EDF, Endesa Brasil e Camargo Corrêa, e coordenado pela primeira, à Agência Nacional de Energia Elétrica (ANEEL) no final de abril/2014.
Já o Estudo de Impacto Ambiental/Relatório de Impacto Ambiental (EIA-Rima), inicialmente previsto para conclusão em maio/2014, foi entregue ao IBAMA em agosto/2014.
Finalmente, a Avaliação Ambiental Integrada da Bacia do Tapajós foi divulgada em setembro/2014.
Também em setembro/2014, foi marcado, para o dia 15/12/2014, o leilão da energia a ser gerada pela usina no período de 01/07/2020 e 31/12/2049. Essa energia seria comercializada no chamado ambiente regulado. O leilão foi suspenso e adiado para 2015.
Em abril de 2016, a FUNAI suspendeu o licenciamento, baseado em pareceres que apontam que os índios da região teriam de ser remanejados índios, o que não é permitido pela Constituição. O pedido de licenciamento foi arquivado logo depois. 